# 特里布塔里 (喬治亞州)
特里布塔里（英語：Tributary）是位於美國喬治亞州道格拉斯縣的一個非建制地區。該地的面積和人口皆未知。

## 地理
特里布塔里的座標為33°36′47″N 84°50′12″W / 33.61306°N 84.83667°W，而該地的平均海拔高度為263米（即863英尺）。